# صومعه پارم (فیلم)
صومعهٔ پارما (انگلیسی: The Charterhouse of Parma) فیلمی در ژانر درام است که در سال ۱۹۴۸ منتشر شد. فیلم بر پایهٔ رمانی به همین نام از استاندال ساخته شده‌است.

## بازیگران
- ژرار فیلیپ
- آتیلیو دوتزیو
- تولیو کارمیناتی
- نریو برناردی
- امیلیو چیگولی
- کلودیو گورا
- لوئی سنیه
- رنه فاوره
- تینا لاتانتسی
- اولینا پائولی
- یونه سالیناس
- انریکو گلوری
- ماریا میکی
- آلبر رمی